# Route nationale 670
Die Route nationale 670, kurz N 670 oder RN 670, war eine französische Nationalstraße, die von 1933 bis 1973 zwischen Saint-André-de-Cubzac und La Réole verlief. Ihre Gesamtlänge betrug 64 Kilometer.

## N 670a
Die Route nationale 670A, kurz N 670A oder RN 670A, war eine französische Nationalstraße und zugleich von 1933 bis 1973 ein Seitenast der Nationalstraße 670, der von dieser südöstlich von Libourne abzweigte und nach Saint-Pey-d’Armens verlief. Die Gesamtlänge betrug 4 Kilometer.